# Florian Fischer (Radballspieler)
Florian Fischer (* 1988) ist ein österreichischer Radballspieler vom RC Höchst.

## Karriere
Im Jahr 2000 gewann er seine erste Bronzemedaille bei einer Österreichischen Meisterschaft. Damals spielte er zusammen mit Tobias Meier in der Kategorie Schüler. Im Jahr darauf wurde er Zweiter und noch ein Jahr später gewann er zusammen mit Jürgen Dressel.
Danach wechselte er seinen Spielpartner erneut und wechselte zu den Junioren. Bereits im ersten Jahr mit Simon Lubetz wurde er Zweiter und im Jahr darauf gewann er den Meistertitel. Seit 2006 spielt er in der 1. Liga von Österreich. In dieser Zeit gewann er mehrere Medaillen in der Meisterschaft und im Cup. Seit Ende 2009 spielt er zusammen mit Simon König. Zusammen mit ihm gewann er die Silbermedaille am Weltcup-Finale 2012, die Österreichische Meisterschaft 2010 und 2013 und den Europacup 2011 und 2013.

## Erfolge
- Gesamtweltcup
  - 2. Rang 2012, 2013, 2016, 2017
  - 3. Rang 2009
- Europacup/Europameisterschaft
  - 1. Rang 2011, 2013
  - 2. Rang 2012, 2017
  - 3. Rang 2010, 2015
- Österreichische Meisterschaft
  - 1. Rang 2010, 2013, 2015
  - 2. Rang 2011, 2016, 2017, 2018
  - 3. Rang 2007, 2009, 2012, 2014
- Österreichischer Cup
  - 1. Rang 2011, 2013, 2016
  - 2. Rang 2009, 2010, 2012, 2014, 2015, 2017, 2018
- Europacup U23
  - 2. Rang 2009
  - 3. Rang 2010
- Junioren-Europameisterschaft
  - 2. Rang 2006
  - 3. Rang 2005

### Weltcup-Statistik
| Jahr                    | Partner         | 1. T.          | 2. T.          | 3. T.          | 4. T.          | Punkte | Quali | Finale         |
| ----------------------- | --------------- | -------------- | -------------- | -------------- | -------------- | ------ | ----- | -------------- |
| 2008                    | Simon Lubetz    | -              | -              | -              | 7              | 20     | 27    | -              |
| 2009                    | Simon Lubetz    | 5              | 8              | 7              | 7 (a)          | 88     | 12    | -              |
| 2010                    | Simon König     | 4              | 5              | Silbermedaille | Goldmedaille   | 160    | 5     | 8              |
| 2011                    | Simon König     | Goldmedaille   | Bronzemedaille | Goldmedaille   | Goldmedaille   | 190    | 1     | 6              |
| 2012                    | Simon König     | Goldmedaille   | Bronzemedaille | Bronzemedaille | 6              | 155    | 4     | Silbermedaille |
| 2013                    | Simon König     | Bronzemedaille | Goldmedaille   | Silbermedaille | Silbermedaille | 180    | 4     | Silbermedaille |
| 2014                    | Simon König     | Goldmedaille   | Bronzemedaille | Silbermedaille | Bronzemedaille | 175    | 2     | 7              |
| 2015                    | Simon König     | Goldmedaille   | Silbermedaille | Goldmedaille   | 5              | 175    | 3     | 5              |
| 2016                    | Simon König     | Goldmedaille   | Silbermedaille | Goldmedaille   | Goldmedaille   | 195    | 1     | Silbermedaille |
| 2017                    | Simon König     | Silbermedaille | Silbermedaille | Silbermedaille | - (b)          | 135    | 2     | Silbermedaille |
| 2018                    | Simon König (c) | Silbermedaille | Silbermedaille | Goldmedaille   | -              | 140    | 3     | -              |
| Stand: 27. Oktober 2018 |                 |                |                |                |                |        |       |                |

Teilnahmen:  47

 Goldmedaillen:  13

 Silbermedaillen:  15

 Bronzemedaillen:  6

| Legende |
| --- |
| - Jahr: Nennt das Jahr des Weltcups. - Partner: Spielpartner in diesem Weltcup-Jahr. - 1. T.: (1. Turnier, von 4) Rang des Sportlers in diesem Turnier. - Punkte: Weltcup-Punkte, die der Spieler am Ende der Qualifikation hatte. - Quali: Rang am Ende der Qualifikation. - Finale: Rang im Finale, falls dieses erreicht wurde. |